# انبوهه (زمین‌شناسی)

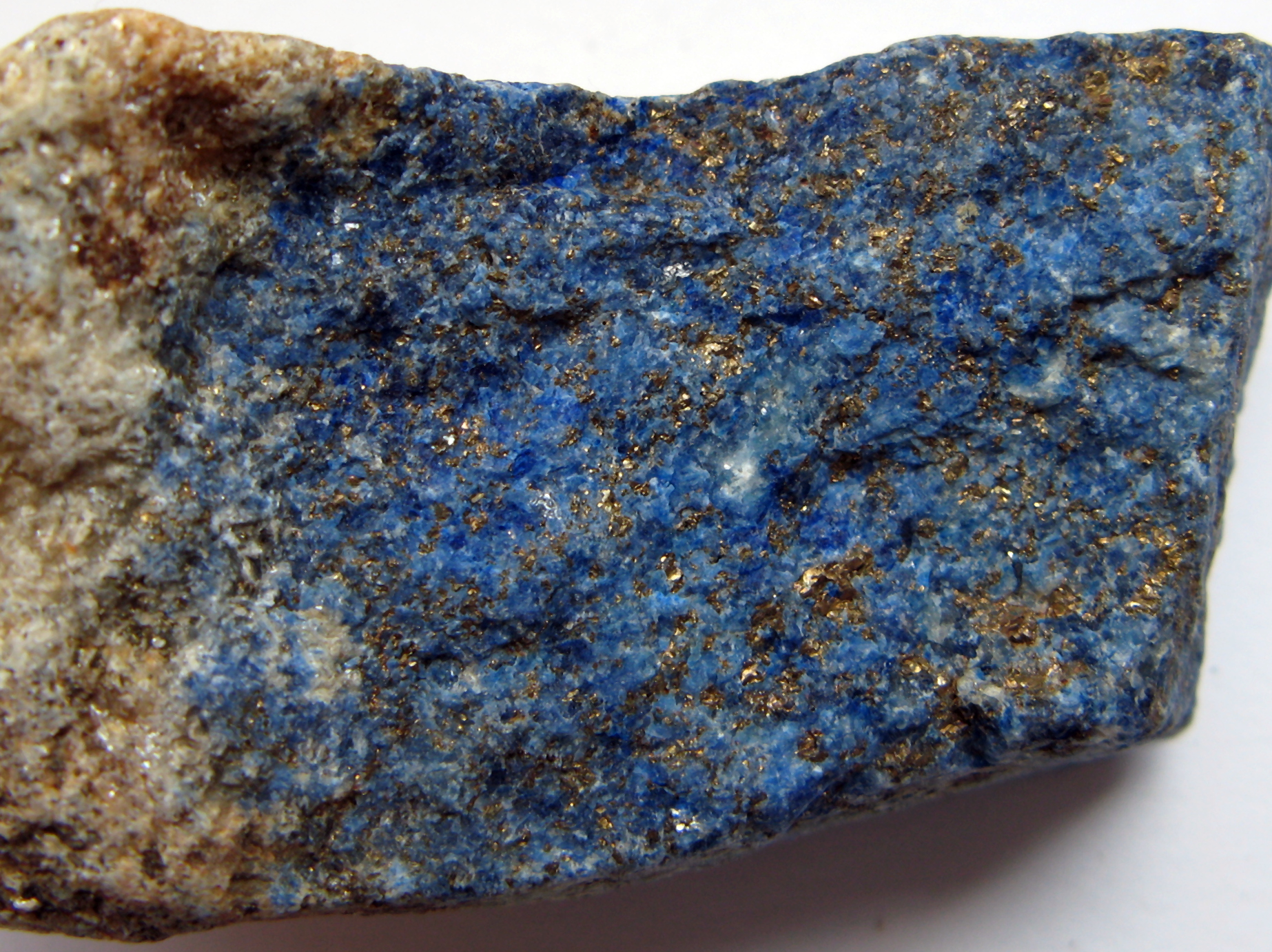
انبوههٔ بلوری (لاجورد از افغانستان)

در زمین‌شناسی، به‌ویژه در کانی‌شناسی و سنگ‌شناسی، اَنبوهه (انگلیسی: Aggregate) به مجموعه‌ای از بلورهای کانی، ذرات کانی‌نما یا ذرات سنگ گفته می‌شود.
در زبان گفتاری، به انبوهه‌ها، کلوخه، سنگدانه، مصالح دانه‌ای، قلوه‌سنگ، شن و ماسه و مصالح سنگی هم گفته می‌شود.
انبوهه‌ها شامل شن، ماسه و سنگ خرد شده هستند و در ساختارهای مختلف مورد استفاده قرار می‌گیرند. این مواد منابعی تجدیدناپذیر هستند که نقش مهمی در زندگی روزمره دارند، به‌ویژه در صنعت ساخت‌وساز.
انبوهه‌ها در ساخت پی‌ریزی ساختمان‌ها، بلوک‌های بتنی، آجر، ملات، شیشه، آسفالت و فولاد به کار می‌روند. از این مواد برای احداث و نگهداری زیرساخت‌های شهری و روستایی مانند ساختمان‌های تجاری و مسکونی، بزرگراه‌ها، پل‌ها، پیاده‌روها، پارکینگ‌ها، نیروگاه‌ها، تأسیسات تصفیه آب و فاضلاب استفاده می‌شود.
انبوهه‌ها معمولاً به‌صورت عمده و با قیمت نسبتاً پایین خریداری می‌شوند، اما هزینه حمل‌ونقل آن‌ها می‌تواند قیمت را افزایش دهد. در برخی مناطق، کمبود این مواد یا عدم تطابق با استانداردهای موردنیاز، یا تعارضات مربوط به معادن می‌تواند قیمت پروژه‌های ساختمانی را افزایش دهد.
نمونه‌هایی از انبوهه‌ها شامل دولومیت است که از بلورهای کانی دولومیت تشکیل شده است، و همچنین سنگ گچ که از بلورهای سنگ گچ تشکیل شده است.
لاجورد نوعی سنگ است که از تجمع بلورهای چندین کانی از جمله لازوریت، پیریت، فلوگوپیت، کلسیت، فلدسپات پتاسیم، ولاستونیت و برخی کانی‌های گروه سودالیت تشکیل شده است.

## تعریف و ترکیب
انبوهه‌ها به‌عنوان مجموعه‌ای از ذرات سنگ، دانه‌های کانی یا ترکیبی از هر دو تعریف می‌شوند. این مواد که از اجزای اصلی صنعت ساخت‌وساز محسوب می‌شوند، شامل انواع سخت و غیرفعال مانند ماسه، شن، سنگ خرد شده و سرباره هستند. این مواد می‌توانند به‌تنهایی مورد استفاده قرار گیرند، مانند پارسنگ راه‌آهن یا مواد پرکننده درجه‌بندی‌شده، یا در ترکیب با سیمان یا مواد بتومینی برای تولید بتن، ملات یا گچ به کار روند.
در زمین‌شناسی، انبوهه‌ها عمدتاً به مواد طبیعی و مصنوعی استخراج‌شده برای مقاصد ساخت‌وساز اطلاق می‌شوند، اما این اصطلاح همچنین شامل موادی می‌شود که به‌عنوان سنگ‌های گداختی شیمیایی یا متالورژیکی مورد استفاده قرار می‌گیرند.
انبوهه‌ها می‌توانند ترکیبی از کانی‌های مختلف باشند که به‌صورت نامنظم به یکدیگر متصل شده‌اند و ماده‌ای مشابه بتن را تشکیل می‌دهند. این مواد بر اساس اندازه به گروه‌هایی مانند خرده‌سنگ‌ها، انبوهه درشت‌دانه و انبوهه ریزدانه یا بر اساس وزن به دسته‌هایی مانند انبوهه سبک طبقه‌بندی می‌شوند.

## استخراج و پردازش
انبوهه‌ها به دو صورت طبیعی یا پس از فرایندهای خردایش، شست‌وشو و دسته‌بندی مورد استفاده قرار می‌گیرند. این مواد یا به‌صورت سست استفاده می‌شوند یا در ترکیب با مواد چسباننده، بتن، ملات و آسفالت را تشکیل می‌دهند.
ماسه و شن از طریق فرسایش سنگ بستر و انتقال توسط آب یا یخچال‌های طبیعی تشکیل شده و در مناطق نزدیک به رودخانه‌های قدیمی و حوضه‌های آبرفتی استخراج می‌شوند. استخراج این مواد ممکن است در معادن روباز یا از بسترهای آبی انجام شود.
سنگ بستر منبع اصلی سنگ خرد شده است، اما همه سنگ‌ها برای استفاده به‌عنوان انبوهه مناسب نیستند. برخی بیش از حد نرم یا جاذب آب هستند و برخی واکنش‌های شیمیایی نامناسبی دارند. در صورتی که سنگ مناسب باشد، معمولاً باید با حفاری و انفجار استخراج شود. پس از انفجار، قطعات بزرگ‌تر سنگ ممکن است نیاز به خردایش ثانویه با چکش‌های هیدرولیکی یا ماشین‌آلات مکانیکی داشته باشند.

## فرایند پردازش
مواد استخراج‌شده به کارخانه منتقل شده و تحت فرایندهای خردایش، غربال‌گری، شست‌وشو و ذخیره‌سازی قرار می‌گیرند. ابتدا مواد به یک سنگ‌شکن اولیه انتقال یافته و سپس به سنگ‌شکن ثانویه و سامانه غربال‌گری ارسال می‌شوند. در صورت لزوم، مواد شسته شده و در نهایت به مشتریان تحویل داده می‌شوند.

## انواع
انبوهه‌ها را می‌توان بر اساس منشأ و ویژگی‌های فیزیکی آن‌ها به چند دسته طبقه‌بندی کرد.

### انبوهه‌های طبیعی
انبوهه‌های طبیعی شامل موادی مانند ماسه و شن هستند که مستقیماً از زمین استخراج می‌شوند. این مواد می‌توانند از طریق فرآیندهای زمین‌شناسی مانند فرسایش، رسوب‌گذاری و دوره یخچالی شکل بگیرند.

### انبوهه‌های مصنوعی
انبوهه‌های مصنوعی از طریق خرد کردن سنگ‌های بزرگ‌تر به قطعات کوچک‌تر تولید می‌شوند. نمونه‌های رایج شامل سنگ خرد شده و بتن بازیافتی هستند.

### انبوهه‌های درشت
انبوهه‌های درشت معمولاً روی یک الک ۴٫۷۵ میلی‌متری باقی می‌مانند و شامل سنگ‌های بزرگ‌تر و شن هستند.

### انبوهه‌های ریز
انبوهه‌های ریز از یک الک ۴٫۷۵ میلی‌متری عبور می‌کنند و شامل ماسه یا ذرات کوچک‌تری هستند که فضاهای خالی در انبوهه‌های درشت را پر می‌کنند.

### انبوهه‌های سبک
انبوهه‌های سبک از موادی مانند لیکا یا سنگ پا ساخته می‌شوند و برای کاهش وزن کلی سازه‌های بتنی مورد استفاده قرار می‌گیرند.

### انبوهه‌های سنگین
انبوهه‌های سنگین از مواد متراکم مانند باریتین یا مگنتیت تشکیل شده‌اند و در کاربردهایی که نیاز به محافظت در برابر پرتو دارند، استفاده می‌شوند.

## تشکیل زمین‌شناسی
سازند انبوهه‌ها تحت تأثیر فرآیندهای مختلف زمین‌شناسی قرار دارد. در طول زمان، نیروهای طبیعی مانند باد و آب باعث فرسایش سنگ بستر می‌شوند و به تشکیل رسوبات ماسه و شن منجر می‌شوند. این مواد در بستر رودخانه‌ها، دریاچه‌ها و مناطق ساحلی رسوب‌گذاری می‌شوند.
در مناطقی که تحت تأثیر یخچال طبیعی قرار دارند، انبوهه‌ها ممکن است شامل یخ‌نهشته باشند—مخلوطی از اندازه‌های مختلف ذرات که توسط یخ در حال ذوب رسوب داده می‌شود—یا نهشته‌های رودی‌یخچالی که توسط جریان‌های آب ذوب‌شده تشکیل شده‌اند.
فوران آتشفشانی می‌تواند انبوهه‌هایی مانند سنگ پا و خاکستر تولید کند که سبک و دارای تخلخل هستند.
توزیع انبوهه‌ها اغلب از طریق بررسی‌های زمین‌شناسی تعیین می‌شود که محل و ماهیت نهشته‌های بالقوه انبوهه در یک منطقه را ارزیابی می‌کنند.